# Giuliano Cenci
Giuliano Cenci (né à Florence le 10 août 1931 et mort dans la même ville le 12 avril 2018) est un  animateur d'image .

## Biographie
Giuliano Cenci né à Florence le 10 août 1931 obtient en 1949 le Diplôme de Maturité Artistique au Lycée Artistique de Florence. Alors qu'il était encore étudiant, il a commencé à travailler dans le secteur graphique, cultivant une véritable passion pour les dessins animés en tant qu'artiste autodidacte.
Dans les années 1960, Giuliano Cenci est le fondateur de l'association Isca (Istituto per lo Studio e la Diffusione del Cinema d’Animazione devenue Asifa Italia. 
L'œuvre principale de  Giuliano Cenci est le long métrage d'animation Un burattino di nome Pinocchio qui est un succès mondial.  Depuis la création du programme Carosello en 1957, il est considéré comme l'un de ses créateurs et pionnier des techniques d'animation dans son pays d'origine. Jusque dans les années 1980, Giuliano Cenci est  animateur de divers programmes de télévision italienne animant les personnages  comme  draghetto Grisù, Pimpa et Lupo Alberto. 
Il crée dans les années 1990 plusieurs épisodes d'un dessin animé dédié au marin Corto Maltese de  Hugo Pratt à partir de dessins originaux de l'artiste.
Giuliano Cenci est mort à Florence le 12 avril 2018 à l'âge de 86 ans.

## Filmographie partielle
- 1971 : Un burattino di nome Pinocchio (it)